# 道の駅おくとろ
道の駅おくとろ（みちのえき おくとろ）は、和歌山県東牟婁郡北山村下尾井にある国道169号の道の駅である。

## 施設
北山村初のコンビニエンスストアが出店し、村の物産品も取り扱っている。
- 駐車場
  - 普通車：107台
  - 大型車：18台
  - 身障者用駐車場：2台
- トイレ
  - 男：34
  - 女：20
  - 身障者用：3
- 館内施設
  - 休憩コーナー
  - 特産品販売（10:00 - 20:00）
- おくとろ温泉やまのやど
  - 公衆電話
  - 温泉施設（11:00 - 21:00）
  - レストラン（11:00 - 14:00,17:00 - 20:00）
- おくとろ公園・キャンプ場
- オートキャンプ場（有料）

### 管理団体
- 北山村

## 休館日
- 年末年始

## アクセス
- 国道169号 - 登録路線

## 周辺
- 吉野熊野国立公園
- 北山村役場
- 北山川
- 瀞峡
- 相須ヶ渕
- 小森ダム
- 七色ダム